# Сен-Жине-ан-Куарон
Сен-Жине́-ан-Куаро́н (фр. Saint-Gineis-en-Coiron, окс. Sant Gineis en Coiron) — коммуна во Франции, находится в регионе Рона — Альпы. Департамент коммуны — Ардеш. Входит в состав кантона Вильнёв-де-Бер. Округ коммуны — Ларжантьер.
Код INSEE коммуны — 07242.

## Население
Население коммуны на 2008 год составляло 97 человек.
| 1962 | 1968 | 1975 | 1982 | 1990 | 1999 | 2008 |
| ---- | ---- | ---- | ---- | ---- | ---- | ---- |
| 103  | 121  | 101  | 78   | 70   | 96   | 97   |

## Экономика
В 2007 году среди 62 человек в трудоспособном возрасте (15—64 лет) 41 были экономически активными, 21 — неактивными (показатель активности — 66,1 %, в 1999 году было 62,1 %). Из 41 активных работали 38 человек (20 мужчин и 18 женщин), безработных было 3 (2 мужчин и 1 женщина). Среди 21 неактивных 4 человека были учениками или студентами, 12 — пенсионерами, 5 были неактивными по другим причинам.

## Фотогалерея
- Церковь Сен-Жене
- Фасад церкви Сен-Жене
- Интерьер церкви Сен-Жене
- Карта коммуны